# Andreas Otterbach

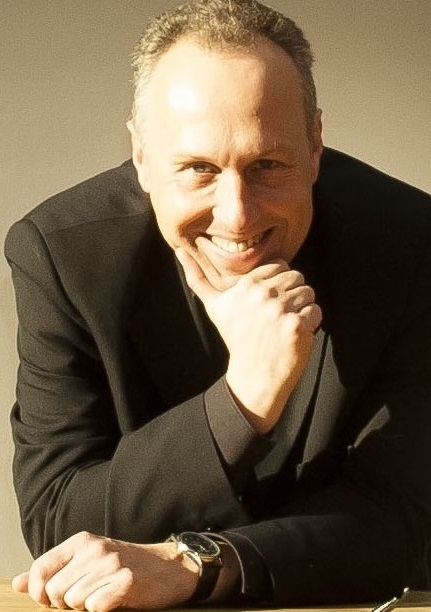
Andreas Otterbach (2014)

Andreas Otterbach (* 23. September 1965 in Stuttgart) ist ein deutscher Hochschullehrer. Seit 2011 ist er Professor für Betriebswirtschaftslehre und Leadership im Studiengang Wirtschaftsingenieurwesen Medien an der Hochschule der Medien (HdM) in Stuttgart.

## Leben und Wirken
Nach dem Abitur 1984 am Reuchlin-Gymnasium Pforzheim und einer Ausbildung zum Bankkaufmann studierte Otterbach ab 1987 an der Otto-Friedrich-Universität Bamberg Betriebswirtschaft mit den Schwerpunkten Finanzwirtschaft, Controlling und Personalwirtschaft. 1992 schloss er das Studium als Diplom-Kaufmann ab. Ebenfalls an der Otto-Friedrich-Universität Bamberg promovierte er 1996 (Dissertation: Gesamtwirtschaftliche Einflüsse auf das Sparverhalten privater Haushalte) zum Dr. rer. pol. Im Jahr 2006 erwarb er mit dem Abschluss als Dipl. Bankbetriebswirt (Akademie Deutscher Genossenschaften) die Bankleiterqualifikation.
Seit 1992 arbeitete er bei verschiedenen deutschen Kreditinstituten, u. a. als Marketing- und Vertriebsleiter. Weitere Fach- und Führungserfahrung sammelte er in den Branchen Consulting, Erneuerbare Energien und im Beteiligungsgeschäft.
Seit 2004 ist er Associate Professor an der Hochschule für Wirtschaft und Umwelt Nürtingen-Geislingen im Master-Studiengang International Finance.
2011 wurde Otterbach als Professor für Betriebswirtschaftslehre und Unternehmensführung an der Hochschule der Medien (HdM) in Stuttgart berufen, von 2014 bis 2018 war er dort auch Studiendekan im Studiengang Wirtschaftsingenieurwesen Medien.
Seine Forschungsgebiete sind „Digital Leadership/Agilität“, „Künstliche Intelligenz“, „Führung durch Wertschätzung“, „Hidden Champions/Weltmarktführer“, „Employer Branding“ sowie „Generation 50plus“. Zu diesen Themen ist er auch als Trainer, Systemischer Coach (dvct) und Speaker tätig.

## Veröffentlichungen (Auswahl)
- Qualität der Anlageberatung (Heinz Rehkugler et al.), in: Die Bank 6/1992, S. 316–322.
- Gesamtwirtschaftliche Einflüsse auf das Sparverhalten privater Haushalte. Lang, Frankfurt a. M. 1996, ISBN 978-3-631-49584-1.
- Der Neue Markt aus Sicht von Fondsmanagern, in: Hartmut Korn (Hrsg.): HighTech goes Public – Zukunftstechnologien im Fokus von Wirtschaft und Börse. Gabler Verlag, Wiesbaden, 1999, ISBN 978-3-322-84428-6, S. 211–217.
- Erfolgsfaktoren für Unternehmen am Neuen Markt. FAZ-Sonderausgabe Erfolgssegment Neuer Markt v. 6. März 2000, S. B 10.
- Spezialfonds für Stiftungen, in: FAZ-Beilage Investmentfonds v. 9. Mai 2000, S. B 9.
- Erbgut entschlüsselt – Wer profitiert davon?, in:  Going Public 12/2000, S. 48–50.
- Aufstieg und Fall der TMT-Aktien, in: Börsenzeitung-Beilage Going Public – Neuer Markt v. 10. März 2001.
- Kleine Meldung – große Wirkung: Der Schmu mit den Adhoc-Mitteilungen, in: Financial Times Deutschland Online v. 9. April 2001.
- Behavioral Finance. In: Stuttgarter Zeitung v. 11. Juli 2001, Sonderausgabe Geld und Kapital, S. B 7.
- Aktuelle Tendenzen im IR-Bereich, in: Going Public, Sonderausgabe Investor Relations v. Juli 2001, S. 10–12.
- Der Erfolg kommt nicht von allein, in: Sonderthema Kapital, Stuttgarter Zeitung v. 11. Juli 2000, S. 4.
- Anlaufschwierigkeiten – Der Markt für Unternehmensanleihen steckt noch in den Kinderschuhen, in: FAZ-Beilage Finanzinnovationen v. 20. September 2000, S. B 15.
- Den Aktienkurs im Fadenkreuz, in: Börsenzeitung v. 15. September 2001, Sonderausgabe Investor Relations, S. 1.
- Behavioral Finance – das Verhalten der Anleger erahnen (mit Stefan Neher), in: Die Bank 11/2001, S. 767–769.
- Asset-Liability Management für Privatanleger, in: K.H. Graf; M. Häcker; H. Wolff (Hrsg.): Handbuch Personal Finance. Knapp Verlag, Frankfurt a. M. 2009, ISBN 978-3-8314-0836-8, S. 305–320.
- Vertrauen und Identifikation, in: B. Frank; M. Friedrichsen (Hrsg.): Der moderne Odysseus – Beiträge zum Leitbild einer neuen Werte- und Leadership-Kultur. Springer Gabler, Wiesbaden 2014, ISBN 978-3-658-05899-9, S. 45–54.
- Geschlossene Fonds in Erneuerbaren Energien, in: C. Friege; C. Herbes (Hrsg.): Handbuch Finanzierung von Erneuerbaren Energie-Projekten. UVK Verlagsgesellschaft, Konstanz 2015, ISBN 978-3-86764-494-5, S. 297–310.
- Führen durch Wertschätzung. UVK Verlagsgesellschaft, Konstanz 2015, ISBN 978-3-86764-631-4.
- Mit Corinna Wenig: Führend durch Wertschätzung. Die Personalgeheimnisse der Hidden Champions. UVK Verlagsgesellschaft, Konstanz 2017, ISBN 978-3-86764-664-2.